# Infantería de Marina

Wappen der Infantería de Marina

Die Infantería de Marina ist ein Teil der spanischen Marine, der sich auf amphibische Missionen spezialisiert hat. Sie gilt als die älteste Marineinfanterie der Welt.

## Geschichte
Die Infantería de Marina ist die älteste bestehende Marineinfanterie der Welt. Sie wurde am 27. Februar 1537 von König Karl I. von Spanien (besser bekannt als Kaiser Karl V.) ins Leben gerufen und als Compañías Viejas del Mar de Nápoles bezeichnet. Sie wurden anfangs allerdings nur den Galeeren im Mittelmeer als Einheiten für Nahbereichsgefechte mitgegeben. Es war Philipp II., der das Konzept einführte, sie auch als Landungskräfte zu nutzen.

## Struktur
Die Infantería de Marina besteht hauptsächlich aus zwei Einheiten – dem Tercio de Armada und der Fuerza de Protección:

### Tercio de Armada

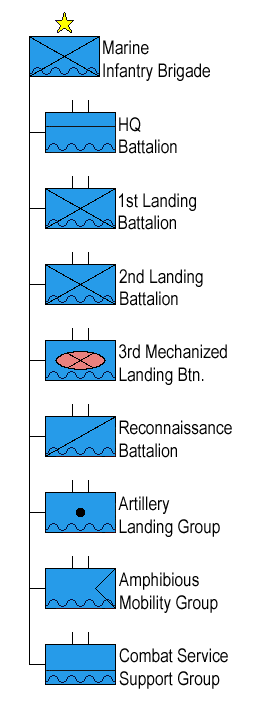
Struktur der Marineinfanteriebrigade

Der Tercio de Armada (TEAR), stationiert in San Fernando bezeichnet die amphibischen Einsatzkräfte der spanischen Marineinfanterie (Infantería de Marina). Das Tercio de Armada wird wiederum durch die Brigada der Infantería de Marina (BRIMAR) und die Unidad de Base (UB) gebildet.
- Brigada de Infantería de Marina – Marineinfanteriebrigade (BRIMAR)
  - Unidad de Cuartel General – Stabsbataillon (UCG)
  - Primer Batallón de Desembarco – 1. Landungsbataillon (BD-I)
  - Segundo Batallón de Desembarco – 2. Landungsbataillon (BD-II)
  - Tercer Batallón Mecanizado de Desembarco – 3. mechanisiertes Landungsbataillon (BDMZ-III)
  - Grupo de Artillería de Desembarco – Landungsartilleriebataillon (GAD)
  - Grupo de Apoyo de Servicios de Combate – Kampfunterstützungsbataillon (GASC)
  - Grupo de Armas Especiales – Pionierbataillon (GRAE)
- Unidad de Base – Basiskommando

### Fuerza de Protección
Die Fuerza de Protección (FUPRO) ist mit Bewachung und Schutz von Marineinrichtungen und Personal betraut. Die FUPRO bestehen aus:
- Tercio del Sur, ebenfalls in San Fernando
- Tercio del Norte, Ferrol
- Tercio de Levante, Sierra del Pelayo
- Unidad de Seguridad del Mando Naval de Canarias (USCAN)
- Agrupación de Infantería de Marina de Madrid (AGRUMAD)

## Dienstgradabzeichen
Offiziere
| España                           |                                   |                |                                 |                  |                   |                       |                  |  |  |
| General de división Generalmajor | General de brigade Brigadegeneral | Coronel Oberst | Teniente coronel Oberstleutnant | Comandante Major | Capitán Hauptmann | Teniente Oberleutnant | Alférez Leutnant |  |  |
|                                  |                                   |                |                                 |                  |                   |                       |                  |  |  |
| Quelle:                          | [ 1 ]                             |                |                                 |                  |                   |                       |                  |  |  |

Unteroffiziere
| España                              |                            |                        |                                |                    |
| Suboficial Mayor Oberstabsfeldwebel | Subteniente Stabsfeldwebel | Brigada Hauptfeldwebel | Sargento primero Oberfeldwebel | Sargento Feldwebel |
| Quelle:                             | [ 1 ]                      |                        |                                |                    |

Mannschaften
| España  | Insignia de Cabo Mayor        | Insignia de Cabo Mayor        | Insignia de Cabo Mayor        | Insignia de Cabo Mayor        | Insignia de Cabo Mayor        | Insignia de Cabo Mayor        | Insignia de Cabo Primero   | Insignia de Cabo Primero   | Insignia de Cabo    | Insignia de Cabo    | Insignia de Soldado de primera   | Insignia de Soldado de primera   | Insignia de Soldado de primera   | Insignia de Soldado de primera   | Insignia de Soldado de primera   | Insignia de Soldado de primera   | Insignia de Soldado |
| España  | Cabo Mayor Stabsunteroffizier | Cabo Mayor Stabsunteroffizier | Cabo Mayor Stabsunteroffizier | Cabo Mayor Stabsunteroffizier | Cabo Mayor Stabsunteroffizier | Cabo Mayor Stabsunteroffizier | Cabo primero Unteroffizier | Cabo primero Unteroffizier | Cabo Hauptgefreiter | Cabo Hauptgefreiter | Soldade de primera Obergefreiter | Soldade de primera Obergefreiter | Soldade de primera Obergefreiter | Soldade de primera Obergefreiter | Soldade de primera Obergefreiter | Soldade de primera Obergefreiter | Soldado Gefreiter   |
| Quelle: | [ 1 ]                         |                               |                               |                               |                               |                               |                            |                            |                     |                     |                                  |                                  |                                  |                                  |                                  |                                  |                     |

## Ausrüstung

### Leichte Waffen
Pistolen
- Llama M-82 (wird ersetzt)
- SIG P230

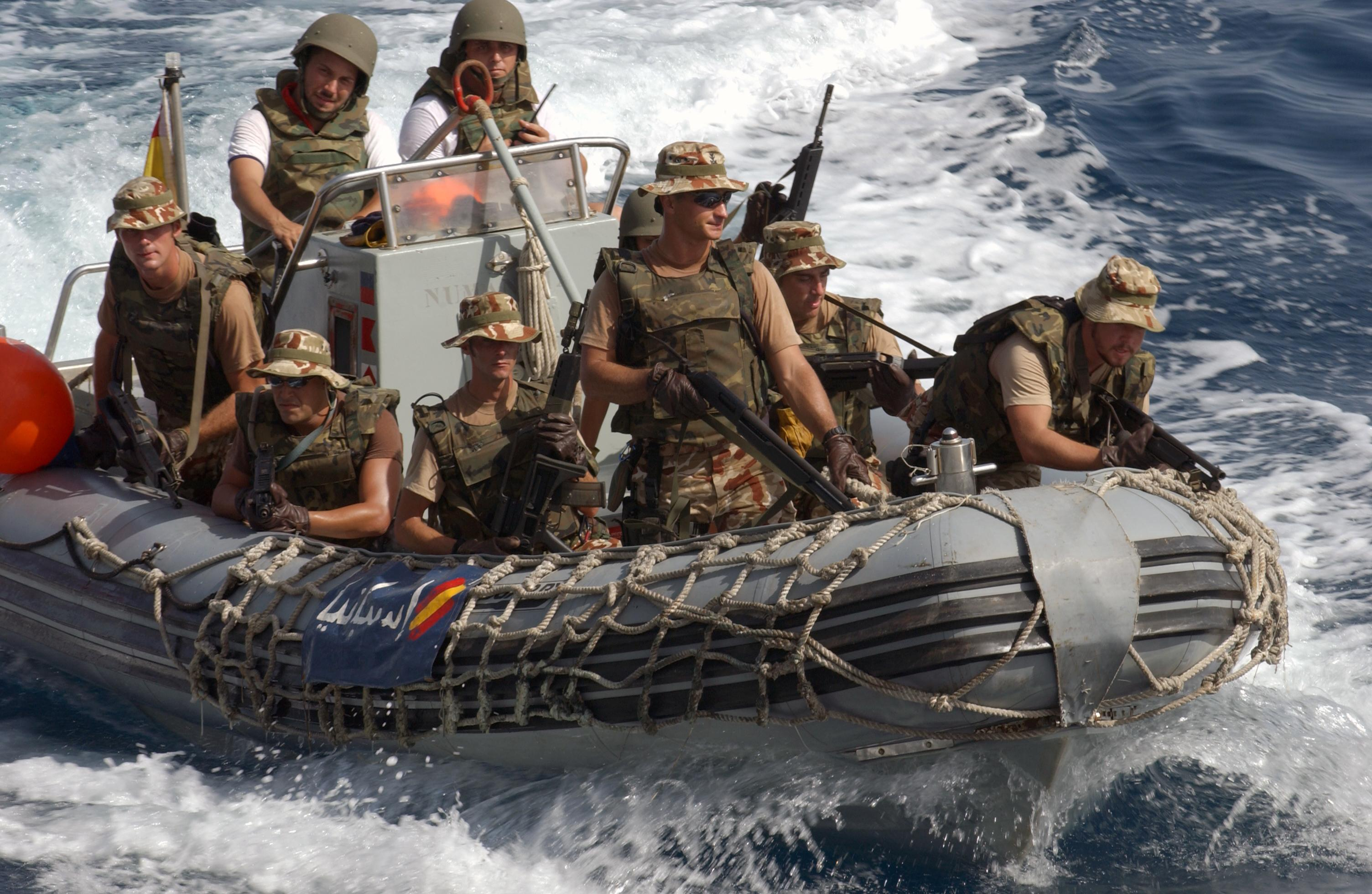
Spanische Marineinfanteristen im Irak

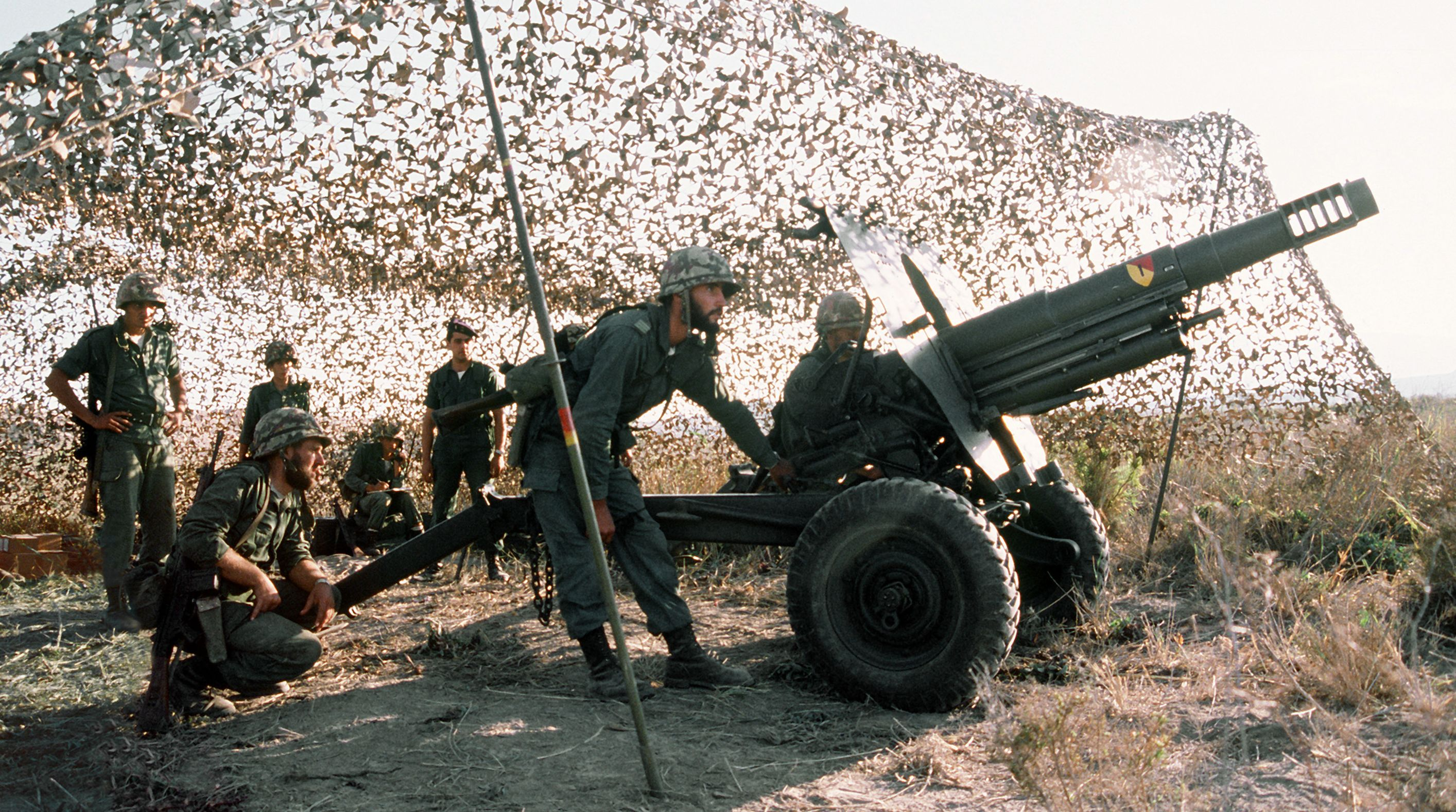
OTO Melara Mod 56 Haubitze

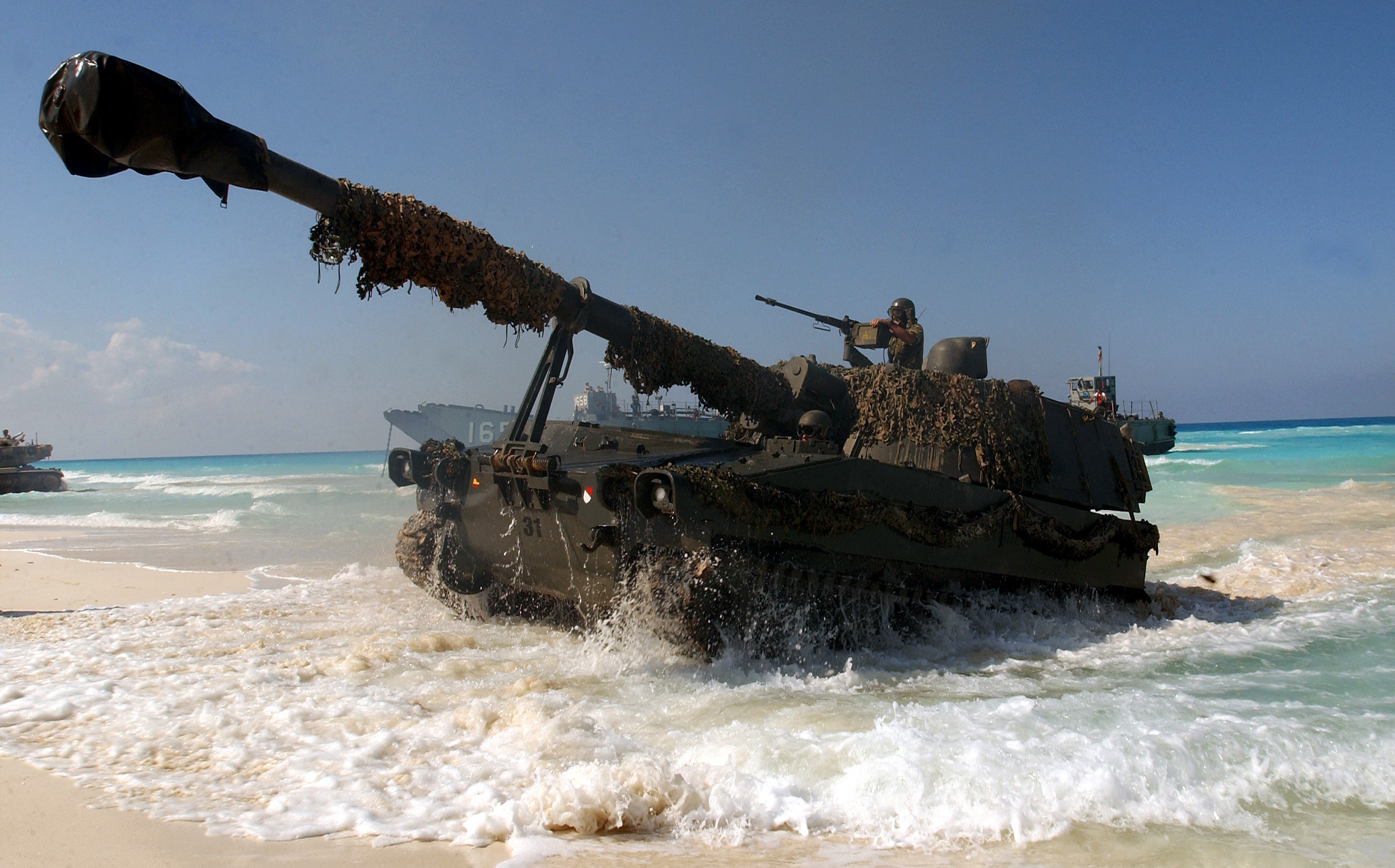
Panzerhaubitze der Infantería de Marina landet bei einem Manöver in Ägypten an

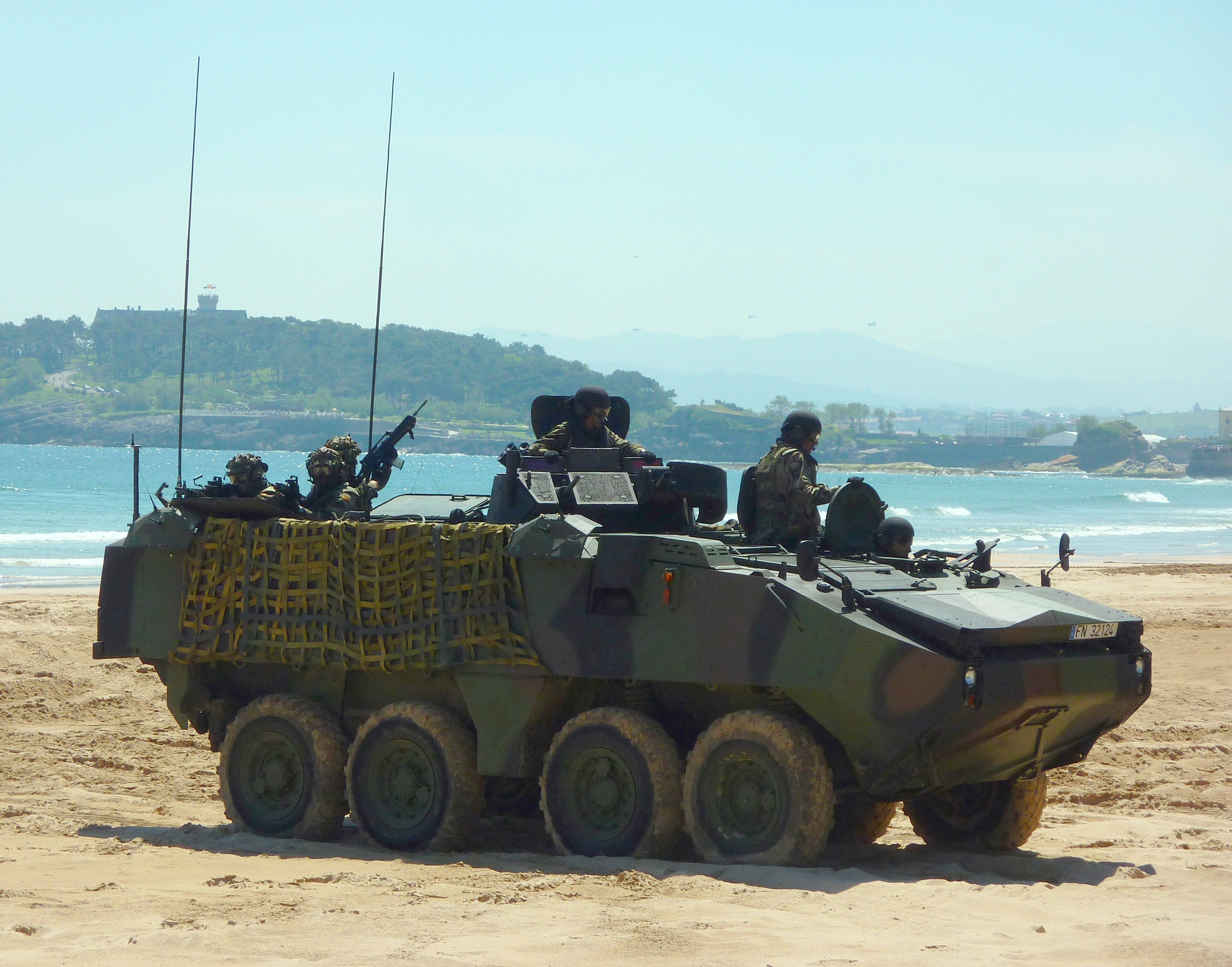
Piranha IIIC der spanischen Marineinfanterie

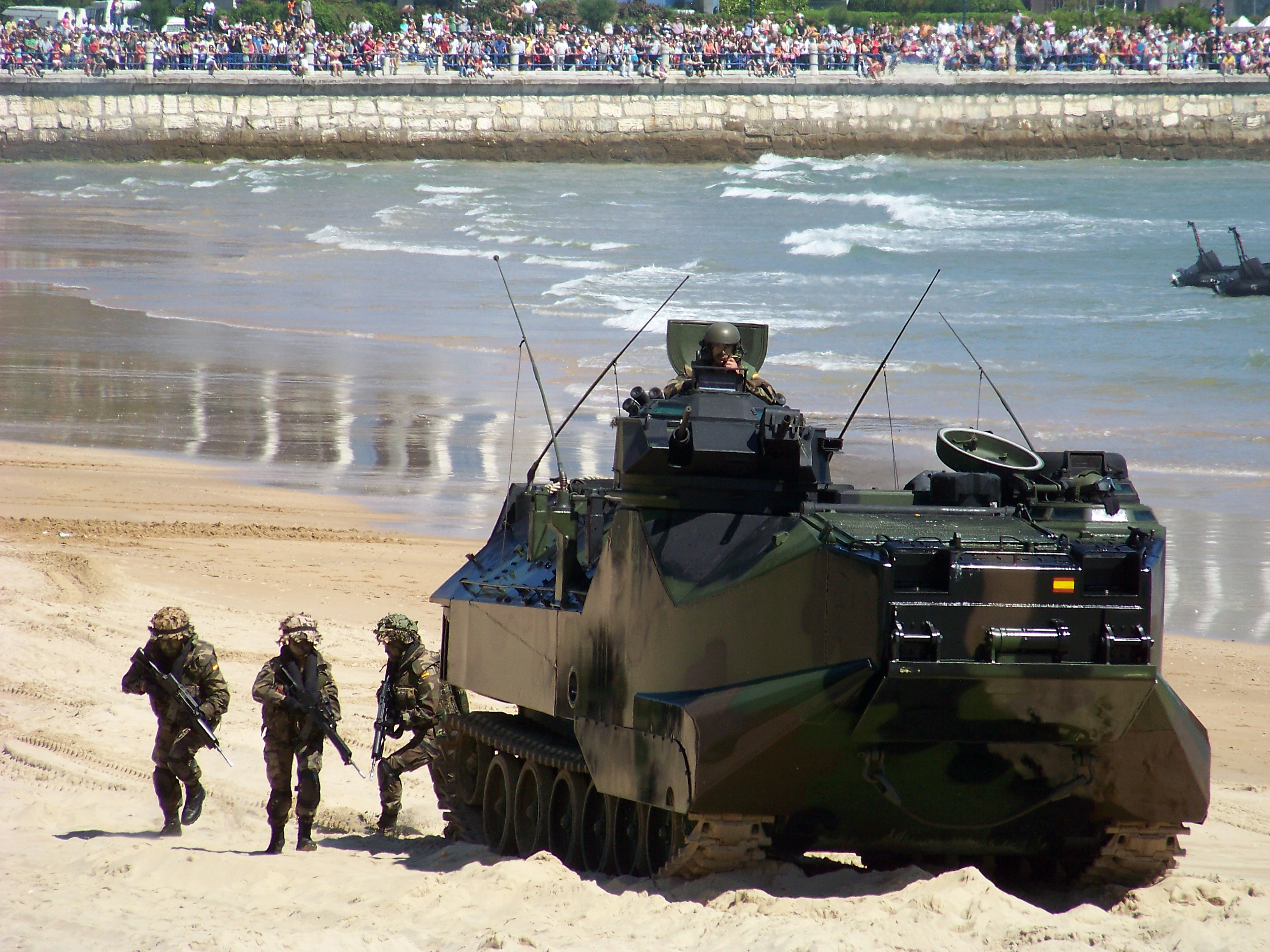
Spanischer AAV7

- Fabrique Nationale Herstal FNP-9 (im Zulauf)

Maschinenpistole
- HK MP5

Flinten
- Mossberg 500

Sturmgewehre
- HK G36

Scharfschützengewehre
- Accuracy International AW50
- Barrett M95

Maschinengewehre
- FN Minimi (im Zulauf)
- Santa Bárbara Ameli (wird ersetzt)
- MG3 (wird ersetzt)
- Browning M2HB

Granatwerfer
- SB LAG-40
- Mk 19

Mörser
- ECIA L65/81
- MSV 81mm (fahrgestütztes Expal Dual EIMOS Mörsersystem auf URO VAMTAC ST5, 18 im Zulauf)

### Artillerie
Haubitzen
- 12 Haubitzen 105 mm OTO Melara Modell 56
- 6 M109 A5 Panzerhaubitzen

Panzerabwehr
- Instalaza C90 und C100
- Spike LR

Flugabwehr
- Mistral

### Fahrzeuge
Bergepanzer
- 1 M88A1

Schützenpanzer
- 39 Piranha IIIC 8×8

Amphibische Panzerfahrzeuge
- 30 AAV7 C/P/R

Mehrzweckfahrzeug
- 280 URO VAMTAC ST5 (im Zulauf)
- 123 Humvee (wird ersetzt)

## Berühmte Mitglieder
- Miguel de Cervantes
- Pedro Calderón de la Barca